# أل سي دي (فرقة موسيقية)
أل سي دي (بالإنجليزية:LSD) فرقة موسيقية تضم كل من المغنية الأسترالية سيا و منتج الأغاني الأمريكي ديبلو بالإضافة إلى المغني البريطاني لابرينث ظهرت لأول مرة بعد إصدار أغنية Genuis في 3 مايو 2018 .

## تاريخ نشأة وبداية الشهرة
في 11 مارس 2018، نشر ديبلو على منصة إنستغرام صورةً لشريط كاسيت عليه حرفا "LSD" مرسومة بأقلام التلوين؛ وفي التعليق، أشار إلى سيا ولابرينث إلا أنه لم يوضح مباشرةً على إعلان تأسيس للفرقة أو عن معنى صورة، إلا المتابعين اعتبروا وجود تعاون فني بين ثلاثي.

في 3 مايو 2018 تم إصدار أول أغنية بعنوان 'Genuis' وفي اليوم التالي صدر الفيديو الموسيقي للأغنية الذي رفع على قناة المغنية سيا على منصة يوتيوب، ليعلن بذلك ديبلو عن نشأة الفرقة الجديدة التي تضمه وتضم سيا ولابرينث حيث قال:
"في الأصل، لم أكن في فرقة LSD ثم خطرت لناشرنا فكرة إقحامي في الفرقة، فهذان الفنانان معًا من أكثر الأشخاص جنونًا وإبداعًا الذين قابلتهم في حياتي. أعتقد أنهما يعانيان معًا من اضطرابات نقص الانتباه، فأفكارهما مجنونة للغاية، لذا ساعدت في تجميع أفكارهما معًا، حيث توليت مهمة المُنتج."
في العاشر من مايو من نفس السنة صدرت الأغنية ثانية للفرقة بعنوان 'Audio'، وفي 6 يونيو أعلنت سيا عن صدور لأغنية جديدة للفرقة بعنوان ثندركلاودس.
في نوفمبر 2018، كشفت سيا عن أن الفرقة ستصدر ألبومًا. بعنوان Labrinth, Sia & Diplo Present... LSD، في 12 أبريل 2019 تم إصداره من قبل شركة كولومبيا للتسجيلات الموسيقية.

## الألبومات
- Labrinth, Sia & Diplo Present... LSD (2019)

## قائمة المراجع
1. 1 2  Rishty, David (30 Apr 2018). "Diplo, Sia and Labrinth Will Drop New Team Effort 'LSD' This Thursday". Billboard (بالإنجليزية الأمريكية). Archived from the original on 2024-12-09. Retrieved 2025-07-03.
2. ↑  "Diplo Says the Next Major Lazer Album Might Be Their Last". Complex (بالإنجليزية). Archived from the original on 2025-02-21. Retrieved 2025-07-03.
3. ↑  Blistein, Jon (10 May 2018). "Diplo, Sia, Labrinth Supergroup Unveil New Song, 'Audio'". Rolling Stone (بالإنجليزية الأمريكية). Archived from the original on 2025-04-13. Retrieved 2025-07-03.
4. ↑  Legaspi, Althea (2 Nov 2018). "Hear Diplo, Sia, Labrinth Move 'Mountains' on New Song". Rolling Stone (بالإنجليزية الأمريكية). Archived from the original on 2024-12-09. Retrieved 2025-07-03.

## وصلات خارجية
- فرقة أل سي دي على موقع أول ميوزيك (الإنجليزية)
- فرقة أل سي دي على قاعدة بيانات ديسكوغز (الإنجليزية)
- فرقة أل سي دي على موقع جينيس (الإنجليزية)
- فرقة أل سي دي على موقع أن أر جي NRJ (بالفرنسية)